# Grand Prix Wielkiej Brytanii 2015
Grand Prix Wielkiej Brytanii 2015 (oficjalnie 2015 Formula 1 British Grand Prix) – dziewiąta eliminacja Mistrzostw Świata Formuły 1 w sezonie 2015. Grand Prix odbyło się w dniach 3–5 lipca 2015 roku na torze Silverstone Circuit w Silverstone.

## Lista startowa
Źródło: Wyprzedź Mnie!
Na niebieskim tle kierowcy biorący udział jedynie w piątkowych treningach
| Nr | Kierowca           | Zespół                        | Samochód               | Silnik                         | Opony |
| -- | ------------------ | ----------------------------- | ---------------------- | ------------------------------ | ----- |
| 3  | Daniel Ricciardo   | Infiniti Red Bull Racing      | Red Bull RB11          | Renault Energy F1-2015 1.6T V6 | P     |
| 5  | Sebastian Vettel   | Scuderia Ferrari              | Ferrari SF15-T         | Ferrari 059/4 1.6T V6          | P     |
| 6  | Nico Rosberg       | Mercedes AMG Petronas F1 Team | Mercedes F1 W06 Hybrid | Mercedes-Benz PU106B 1.6T V6   | P     |
| 7  | Kimi Räikkönen     | Scuderia Ferrari              | Ferrari SF15-T         | Ferrari 059/4 1.6T V6          | P     |
| 8  | Romain Grosjean    | Lotus F1 Team                 | Lotus E23 Hybrid       | Mercedes-Benz PU106B 1.6T V6   | P     |
| 9  | Marcus Ericsson    | Sauber F1 Team                | Sauber C34             | Ferrari 059/4 1.6T V6          | P     |
| 11 | Sergio Pérez       | Sahara Force India F1 Team    | Force India VJM08      | Mercedes-Benz PU106B 1.6T V6   | P     |
| 12 | Felipe Nasr        | Sauber F1 Team                | Sauber C34             | Ferrari 059/4 1.6T V6          | P     |
| 13 | Pastor Maldonado   | Lotus F1 Team                 | Lotus E23 Hybrid       | Mercedes-Benz PU106B 1.6T V6   | P     |
| 14 | Fernando Alonso    | McLaren Mercedes              | McLaren MP4-30         | Honda RA615H 1.6T V6           | P     |
| 19 | Felipe Massa       | Williams Martini Racing       | Williams FW37          | Mercedes-Benz PU106B 1.6T V6   | P     |
| 22 | Jenson Button      | McLaren Mercedes              | McLaren MP4-30         | Honda RA615H 1.6T V6           | P     |
| 26 | Daniił Kwiat       | Infiniti Red Bull Racing      | Red Bull RB11          | Renault Energy F1-2015 1.6T V6 | P     |
| 27 | Nico Hülkenberg    | Sahara Force India F1 Team    | Force India VJM08      | Mercedes-Benz PU106B 1.6T V6   | P     |
| 28 | Will Stevens       | Manor Marussia F1 Team        | Marussia MR03B         | Ferrari 059/3 1.6T V6          | P     |
| 30 | Jolyon Palmer      | Lotus F1 Team                 | Lotus E23 Hybrid       | Mercedes-Benz PU106B 1.6T V6   | P     |
| 33 | Max Verstappen     | Scuderia Toro Rosso           | Toro Rosso STR10       | Renault Energy F1-2015 1.6T V6 | P     |
| 36 | Raffaele Marciello | Sauber F1 Team                | Sauber C34             | Ferrari 059/4 1.6T V6          | P     |
| 41 | Susie Wolff        | Williams Martini Racing       | Williams FW37          | Mercedes-Benz PU106B 1.6T V6   | P     |
| 44 | Lewis Hamilton     | Mercedes AMG Petronas F1 Team | Mercedes F1 W06 Hybrid | Mercedes-Benz PU106B 1.6T V6   | P     |
| 55 | Carlos Sainz Jr.   | Scuderia Toro Rosso           | Toro Rosso STR10       | Renault Energy F1-2015 1.6T V6 | P     |
| 77 | Valtteri Bottas    | Williams Martini Racing       | Williams FW37          | Mercedes-Benz PU106B 1.6T V6   | P     |
| 98 | Roberto Merhi      | Manor Marussia F1 Team        | Marussia MR03B         | Ferrari 059/3 1.6T V6          | P     |
| Nr | Kierowca           | Zespół                        | Samochód               | Silnik                         | Opony |

## Wyniki

### Sesje treningowe
Źródło: Wyprzedź Mnie!
| Sesja | Nr | Kierowca       | Konstruktor | Czas     | Okr. |
| ----- | -- | -------------- | ----------- | -------- | ---- |
| 1     | 6  | Nico Rosberg   | Mercedes    | 1:34,274 | 12   |
| 2     | 6  | Nico Rosberg   | Mercedes    | 1:34,155 | 34   |
| 3     | 44 | Lewis Hamilton | Mercedes    | 1:32,917 | 18   |

### Kwalifikacje
Źródło: Wyprzedź Mnie!
| Poz. | Nr | Kierowca         | Konstruktor          | Q1       | Q2       | Q3       | Poz. s. |
| --- | --- | ---------------- | -------------------- | -------- | -------- | -------- | ------- |
| 1 | 44 | Lewis Hamilton   | Mercedes             | 1:33,796 | 1:33,068 | 1:32,248 | 1       |
| 2 | 6 | Nico Rosberg     | Mercedes             | 1:33,475 | 1:32,737 | 1:32,361 | 2       |
| 3 | 19 | Felipe Massa     | Williams–Mercedes    | 1:34,542 | 1:33,707 | 1:33,085 | 3       |
| 4 | 77 | Valtteri Bottas  | Williams–Mercedes    | 1:34,171 | 1:33,020 | 1:33,149 | 4       |
| 5 | 7 | Kimi Räikkönen   | Ferrari              | 1:33,426 | 1:33,911 | 1:33,379 | 5       |
| 6 | 5 | Sebastian Vettel | Ferrari              | 1:33,562 | 1:33,641 | 1:33,547 | 6       |
| 7 | 26 | Daniił Kwiat     | Red Bull–Renault     | 1:34,314 | 1:33,520 | 1:33,636 | 7       |
| 8 | 55 | Carlos Sainz Jr. | Toro Rosso–Renault   | 1:34,641 | 1:34,071 | 1:33,649 | 8       |
| 9 | 27 | Nico Hülkenberg  | Force India–Mercedes | 1:34,594 | 1:33,693 | 1:33,673 | 9       |
| 10 | 3 | Daniel Ricciardo | Red Bull–Renault     | 1:34,272 | 1:33,749 | 1:33,563 | 10      |
| 11 | 11 | Sergio Pérez     | Force India–Mercedes | 1:34,250 | 1:34,084 | –        | 11      |
| 12 | 8 | Romain Grosjean  | Lotus–Mercedes       | 1:34,646 | 1:34,289 | –        | 12      |
| 13 | 33 | Max Verstappen   | Toro Rosso–Renault   | 1:34,819 | 1:34,502 | –        | 13      |
| 14 | 13 | Pastor Maldonado | Lotus–Mercedes       | 1:34,877 | 1:34,511 | –        | 14      |
| 15 | 9 | Marcus Ericsson  | Sauber–Ferrari       | 1:34,643 | 1:34,868 | –        | 15      |
| 16 | 12 | Felipe Nasr      | Sauber–Ferrari       | 1:34,888 | –        | –        | 16      |
| 17 | 14 | Fernando Alonso  | McLaren–Honda        | 1:34,959 | –        | –        | 17      |
| 18 | 22 | Jenson Button    | McLaren–Honda        | 1:35,207 | –        | –        | 18      |
| 19 | 28 | Will Stevens     | Marussia–Ferrari     | 1:37,364 | –        | –        | 19      |
| 20 | 98 | Roberto Merhi    | Marussia–Ferrari     | 1:37,956 | –        | –        | 20      |
| Poz. | Nr | Kierowca         | Konstruktor          | Q1       | Q2       | Q3       | Poz. s. |
| \| Legenda \| Legenda \| \| ------------------------ \| ---------------------------------------------------------------------------------------------------------------------------------------------------------------------------------------------------------------------------------------------------------------- \| \| Poz. Nr Q1 Q2 Q3 Poz. s. \| Pozycja zajęta w sesji kwalifikacyjnej Numer startowy kierowcy Wynik uzyskany w pierwszej części kwalifikacji Wynik uzyskany w drugiej części kwalifikacji Wynik uzyskany w trzeciej części kwalifikacji Pozycja startowa po uwzględnięniu kar, przesunięć, itp. \| | |                  |                      |          |          |          |         |
| Legenda | |                  |                      |          |          |          |         |
| Poz. Nr Q1 Q2 Q3 Poz. s. | Pozycja zajęta w sesji kwalifikacyjnej Numer startowy kierowcy Wynik uzyskany w pierwszej części kwalifikacji Wynik uzyskany w drugiej części kwalifikacji Wynik uzyskany w trzeciej części kwalifikacji Pozycja startowa po uwzględnięniu kar, przesunięć, itp. |                  |                      |          |          |          |         |

### Wyścig

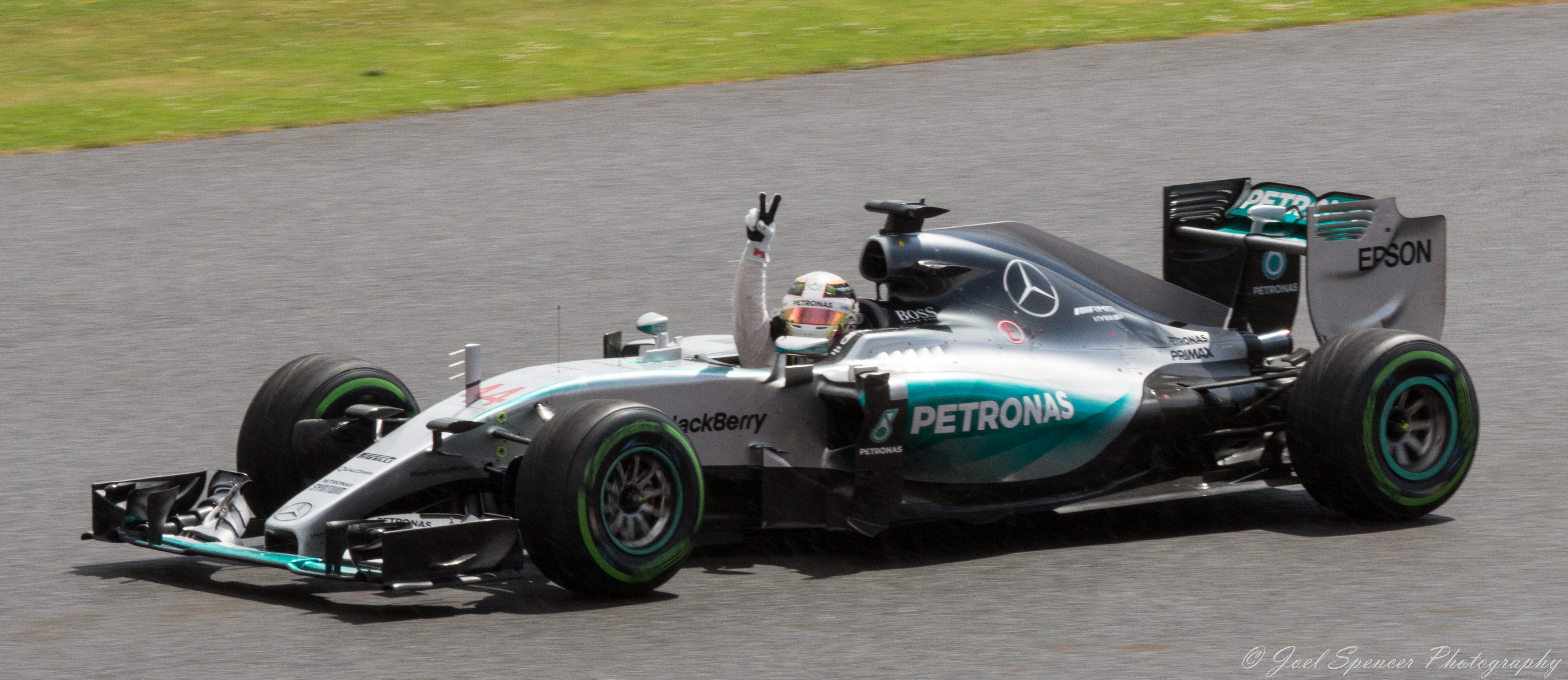
Lewis Hamilton po zwycięstwie w wyścigu

Źródło: Wyprzedź Mnie!
| P                                                     | + / –     | Nr | Kierowca         | Konstruktor          | Okr. | Czas / Strata | Komentarz            |
| ----------------------------------------------------- | --------- | -- | ---------------- | -------------------- | ---- | ------------- | -------------------- |
| 1                                                     | Bez zmian | 44 | Lewis Hamilton   | Mercedes             | 52   | 1h31m27,729   |                      |
| 2                                                     | Bez zmian | 6  | Nico Rosberg     | Mercedes             | 52   | +0:10,956     |                      |
| 3                                                     | 3         | 5  | Sebastian Vettel | Ferrari              | 52   | +0:25,443     |                      |
| 4                                                     | 1         | 19 | Felipe Massa     | Williams–Mercedes    | 52   | +0:36,839     |                      |
| 5                                                     | 1         | 77 | Valtteri Bottas  | Williams–Mercedes    | 52   | +1:03,194     |                      |
| 6                                                     | 1         | 26 | Daniił Kwiat     | Red Bull–Renault     | 52   | +1:03,955     |                      |
| 7                                                     | 2         | 27 | Nico Hülkenberg  | Force India–Mercedes | 52   | +1:18,744     |                      |
| 8                                                     | 3         | 7  | Kimi Räikkönen   | Ferrari              | 51   | +1 okr.       |                      |
| 9                                                     | 2         | 11 | Sergio Pérez     | Force India–Mercedes | 51   | +1 okr.       |                      |
| 10                                                    | 7         | 14 | Fernando Alonso  | McLaren–Honda        | 51   | +1 okr.       |                      |
| 11                                                    | 4         | 9  | Marcus Ericsson  | Sauber–Ferrari       | 51   | +1 okr.       |                      |
| 12                                                    | 8         | 98 | Roberto Merhi    | Marussia–Ferrari     | 49   | +3 okr.       |                      |
| 13                                                    | 6         | 28 | Will Stevens     | Marussia–Ferrari     | 49   | +3 okr.       |                      |
| Niesklasyfikowani                                     |           |    |                  |                      |      |               |                      |
|                                                       |           | 55 | Carlos Sainz Jr. | Toro Rosso–Renault   | 32   | +20 okr.      | elektryka            |
|                                                       |           | 3  | Daniel Ricciardo | Red Bull–Renault     | 21   | +31 okr.      | ERS                  |
|                                                       |           | 33 | Max Verstappen   | Toro Rosso–Renault   | 3    | +49 okr.      | wypadek              |
|                                                       |           | 13 | Pastor Maldonado | Lotus–Mercedes       | 2    | +50 okr.      | kolizja z Grosjeanem |
|                                                       |           | 8  | Romain Grosjean  | Lotus–Mercedes       | 0    | +52 okr.      | kolizja z Maldonado  |
|                                                       |           | 22 | Jenson Button    | McLaren–Honda        | 0    | +52 okr.      | kolizja z Alonso     |
| Nie wystartowali / niedopuszczeni do ponownego startu |           |    |                  |                      |      |               |                      |
|                                                       |           | 12 | Felipe Nasr      | Sauber–Ferrari       |      |               | skrzynia biegów      |
| P                                                     | + / –     | Nr | Kierowca         | Konstruktor          | Okr. | Czas / Strata | Komentarz            |

### Najszybsze okrążenie
Źródło: Wyprzedź Mnie!
| Nr | Kierowca       | Konstruktor | Czas     | Okr. |
| -- | -------------- | ----------- | -------- | ---- |
| 44 | Lewis Hamilton | Mercedes    | 1:37,093 | 29   |

## Prowadzenie w wyścigu
Źródło: Racing–Reference.info
| Nr                              | Kierowca        | Okrążenia              | Suma |
| ------------------------------- | --------------- | ---------------------- | ---- |
| 44                              | Lewis Hamilton  | 1, 18-19, 21-43, 44-52 | 31   |
| 19                              | Felipe Massa    | 1-18, 19-20            | 19   |
| 77                              | Valtteri Bottas | 20-21                  | 1    |
| 6                               | Nico Rosberg    | 43-44                  | 1    |
| \| Wykres \| \| ------ \| \| \| |                 |                        |      |
| Wykres                          |                 |                        |      |
|                                 |                 |                        |      |

## Klasyfikacja po zakończeniu wyścigu

### Kierowcy
| P                 | +/− | Kierowca         | Starty | Punkty | P1 | P2 | P3 | PP | NO | NS |
| ----------------- | --- | ---------------- | ------ | ------ | -- | -- | -- | -- | -- | -- |
| 1                 | 0   | Lewis Hamilton   | 9      | 194    | 5  | 3  | 1  | 8  | 4  | –  |
| 2                 | 0   | Nico Rosberg     | 9      | 177    | 3  | 4  | 2  | 1  | 2  | –  |
| 3                 | 0   | Sebastian Vettel | 9      | 135    | 1  | 1  | 4  | –  | –  | –  |
| 4                 | +1  | Valtteri Bottas  | 8      | 77     | –  | –  | 1  | –  | –  | –  |
| 5                 | −1  | Kimi Räikkönen   | 9      | 76     | –  | 1  | –  | –  | 2  | 2  |
| 6                 | 0   | Felipe Massa     | 9      | 74     | –  | –  | 1  | –  | –  | –  |
| 7                 | 0   | Daniel Ricciardo | 9      | 36     | –  | –  | –  | –  | 1  | 1  |
| 8                 | 0   | Daniił Kwiat     | 8      | 27     | –  | –  | –  | –  | –  | 1  |
| 9                 | 0   | Nico Hülkenberg  | 9      | 24     | –  | –  | –  | –  | –  | 1  |
| 10                | 0   | Romain Grosjean  | 9      | 17     | –  | –  | –  | –  | –  | 3  |
| 11                | 0   | Felipe Nasr      | 8      | 16     | –  | –  | –  | –  | –  | –  |
| 12                | 0   | Sergio Pérez     | 9      | 15     | –  | –  | –  | –  | –  | –  |
| 13                | 0   | Pastor Maldonado | 9      | 12     | –  | –  | –  | –  | –  | 6  |
| 14                | 0   | Max Verstappen   | 9      | 10     | –  | –  | –  | –  | –  | 4  |
| 15                | 0   | Carlos Sainz Jr. | 9      | 9      | –  | –  | –  | –  | –  | 3  |
| 16                | 0   | Marcus Ericsson  | 9      | 5      | –  | –  | –  | –  | –  | 1  |
| 17                | 0   | Jenson Button    | 8      | 4      | –  | –  | –  | –  | –  | 4  |
| 18                | 0   | Fernando Alonso  | 8      | 1      | –  | –  | –  | –  | –  | 5  |
| 19                | 0   | Roberto Merhi    | 8      | 0      | –  | –  | –  | –  | –  | 1  |
| 20                | 0   | Will Stevens     | 7      | 0      | –  | –  | –  | –  | –  | 1  |
| Niesklasyfikowani |     |                  |        |        |    |    |    |    |    |    |
|                   |     | Kevin Magnussen  | –      | –      | –  | –  | –  | –  | –  | –  |
| P                 | +/− | Kierowca         | Starty | Punkty | P1 | P2 | P3 | PP | NO | NS |

### Konstruktorzy
| P  | +/− | Konstruktor             | Starty | Punkty | P1 | P2 | P3 | PP | NO | NS |
| -- | --- | ----------------------- | ------ | ------ | -- | -- | -- | -- | -- | -- |
| 1  | 0   | Mercedes                | 18     | 371    | 8  | 7  | 3  | 9  | 6  | –  |
| 2  | 0   | Ferrari                 | 18     | 211    | 1  | 2  | 4  | –  | 2  | 2  |
| 3  | 0   | Williams Mercedes       | 17     | 151    | –  | –  | 2  | –  | –  | –  |
| 4  | 0   | Red Bull Racing Renault | 17     | 63     | –  | –  | –  | –  | 1  | 2  |
| 5  | 0   | Force India Mercedes    | 18     | 39     | –  | –  | –  | –  | –  | 1  |
| 6  | 0   | Lotus Mercedes          | 18     | 29     | –  | –  | –  | –  | –  | 9  |
| 7  | 0   | Sauber Ferrari          | 17     | 21     | –  | –  | –  | –  | –  | 1  |
| 8  | 0   | STR Renault             | 18     | 19     | –  | –  | –  | –  | –  | 7  |
| 9  | 0   | McLaren Honda           | 16     | 5      | –  | –  | –  | –  | –  | 9  |
| 10 | 0   | Marussia Ferrari        | 15     | 0      | –  | –  | –  | –  | –  | 2  |
| P  | +/− | Konstruktor             | Starty | Punkty | P1 | P2 | P3 | PP | NO | NS |